# جورج كيل
جورج كيل (بالإنجليزية: George Kell) هو لاعب كرة قاعدة أمريكي، ولد في 23 أغسطس 1922 في أركنساس في الولايات المتحدة، وتوفي في 24 مارس 2009 في أريزونا في الولايات المتحدة.

## وصلات خارجية
- جورج كيل على موقعبيزبول رفرنس.كوم (الدوري الرئيسي) (الإنجليزية)
- جورج كيل على موقعبيزبول رفرنس.كوم (الدوري الثانوي) (الإنجليزية)
- جورج كيل على موقع جمعية أبحاث البيسبول الأمريكية (الإنجليزية)
- جورج كيل على موقع مشجعي الرسوم البيانية (الإنجليزية)
- جورج كيل على موقع قاعة مشاهير كرة القاعدة (الإنجليزية)
- جورج كيل على موقع إن إن دي بي (الإنجليزية)